# Raionul Cernivți, Vinnița
Cernivți (în ucraineană Чернівецький район, transliterat: Cernivețkîi raion) este un raion în regiunea Vinnița, Ucraina. Reședința sa este așezarea de tip urban Cernivți.

## Demografie
Componența lingvistică a raionului Cernivți
     Ucraineană (99,22%)
     Alte limbi (0,73%)
Conform recensământului din 2001, majoritatea populației raionului Cernivți era vorbitoare de ucraineană (99,22%), existând în minoritate și vorbitori de alte limbi.